# José Serrano Simeón
José Calixto Serrano Simeón (Sueca, 14 ottobre 1873 – Madrid, 8 marzo 1941) è stato un pianista, compositore e musicologo spagnolo, noto per le sue oltre cinquanta zarzuelas. Autore, tra le altre, delle famose zarzuelas La reina mora, La canción del olvido, La dolorosa e Los claveles, è considerato l'erede musicale di Federico Chueca. Le opere di Serrano tendono verso un teatro popolare, semplice ma pieno di emozioni drammatiche. L'influenza di Giacomo Puccini e del verismo italiano è evidente in molte delle sue opere. Compose l'inno dell'Esposizione Valenciana Regionale del 1909, che è stato ufficialmente adottato come l'Inno della Comunità Valenciana.

## Biografia

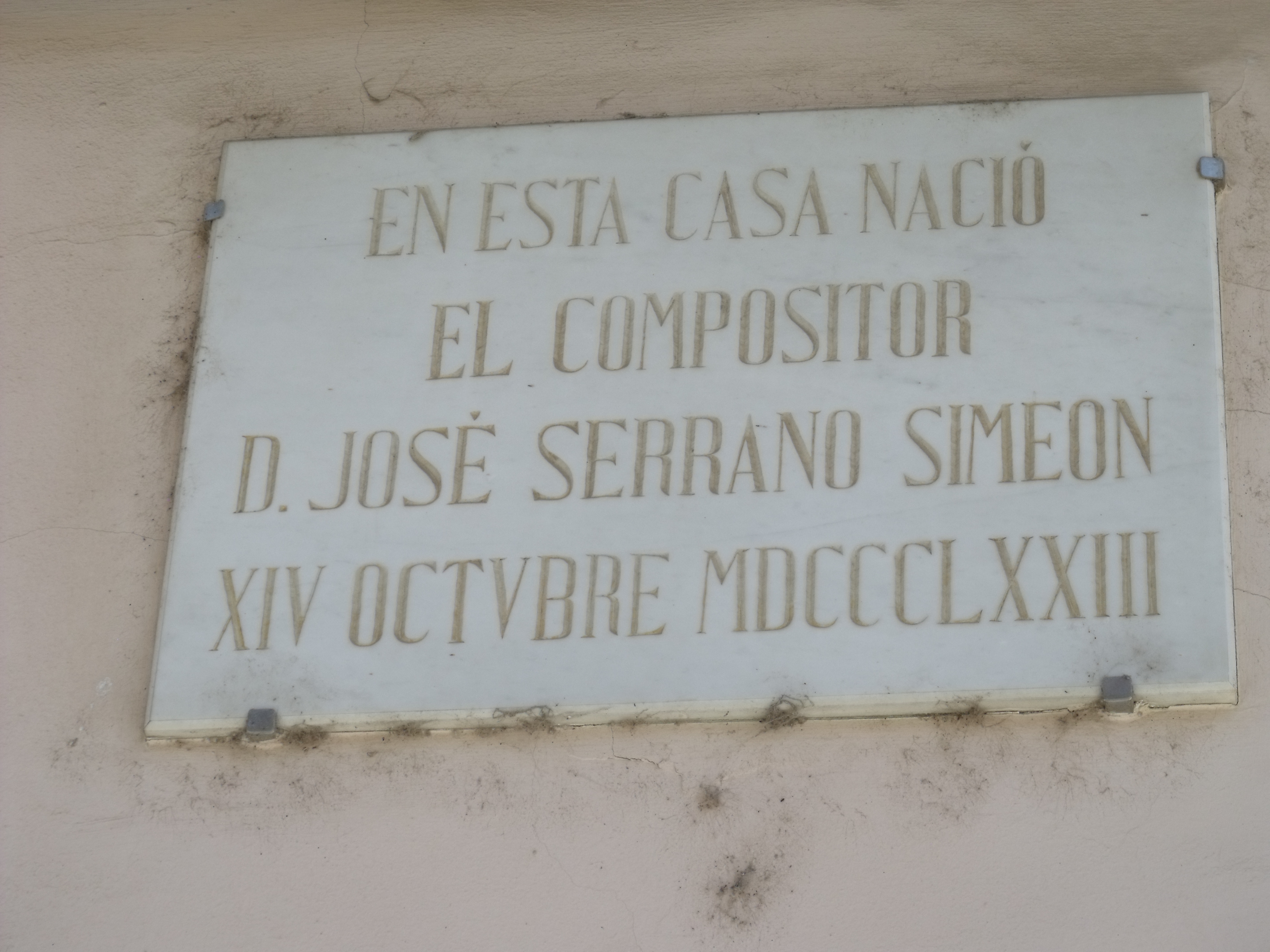
Placca commemorativa nella casa natale di Sueca.

Suo padre, direttore di una banda musicale a Sueca, sua città natale, fu colui che lo introdusse nel mondo della musica dandogli le sue prime lezioni, più come un gioco. Tuttavia il piacere e l'interesse mostrati dal piccolo José erano così grandi che a cinque anni conosceva già la teoria musicale e a 12 anni suonava la chitarra e il violino.

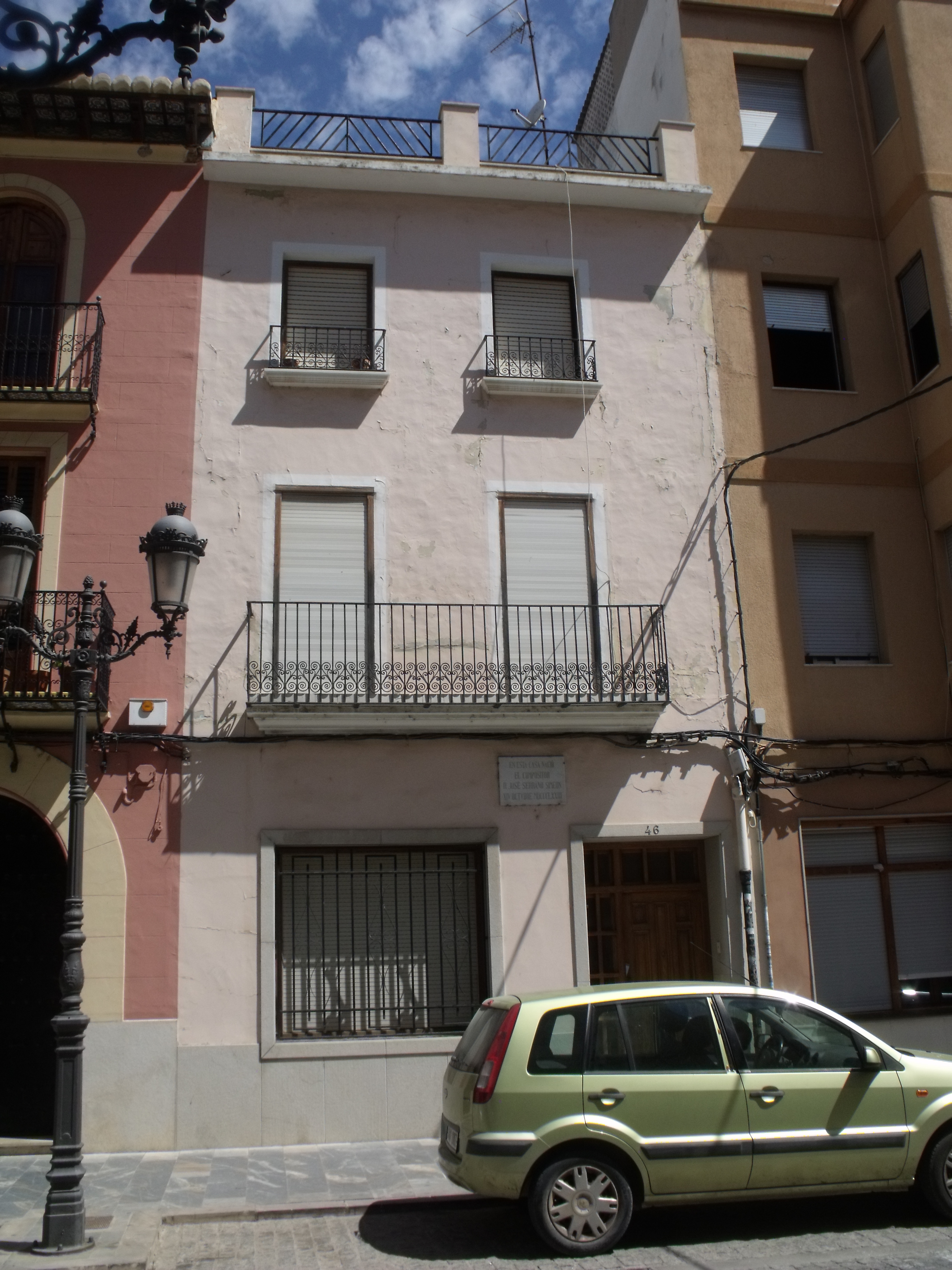
Casa natale.

Nel 1889 si trasferì a Valencia per continuare i suoi studi musicali al Conservatorio con Salvador Giner. Cominciò a studiare pianoforte, anche se presto abbandonò questo strumento e continuò i suoi studi di violino e composizione. Nel 1892 si trasferì a Madrid con l'intento di ottenere una borsa di studio con cui continuare i suoi studi, borsa di studio che ottiene dal Ministero dello Sviluppo grazie alla raccomandazione di Emilio Serrano e che sarebbe durata un anno. A Madrid, durante questo periodo per sopravvivere, compose canzoni, a 25 pesetas ciascuna, che servivano a promuovere artisti minori. Durante questo periodo trovò serie difficoltà ad avere successo a Madrid a causa della difficoltà di trovare librettisti e teatri dove per eseguire le anteprime. Aiutò Manuel Fernandez Caballero, che era vittima di una cecità progressiva, nella composizione della sua zarzuela Gigantes y cabezudos, che servì a farlo conoscere nel mondo teatrale. Così i fratelli Serafin e Joaquin Álvarez Quintero, nel tentativo di dargli una possibilità, gli offrirono il libretto di El motete. Eseguito in anteprima con successo il 24 aprile 1900, fu la prima composizione di Serrano e anche quella con la quale divenne noto. In seguito avrebbe battezzato una delle sue figlie come Maria del Motete, padrino il suo amico scienziato Bernardino Landete Aragó. Nel 1909 compose l'Himno a la Exposición, un pezzo presentato in anteprima all'Esposizione Regionale di Valencia, e che sarebbe stato scelto nel 1925 come inno regionale. Nel 1923 il Consiglio provinciale di Valencia gli commissionò un inno commemorativo per l'incoronazione della Vergine dei Desamparados, patrona di Valencia. La prima di questo lavoro ebbe luogo il 24 maggio 1923 davanti a circa 30.000 persone, ottenendo un clamoroso successo.
La sua figura è lodata e consolidata dal lavoro svolto. Compose opere per il género chico e il grande zarzuela. Tra queste si distinguono: La Reina mora (1903) con testi dei Fratelli Alvarez Quintero, Moros y cristianos (1905); El Perro Chico (1905), El pollo Tejada (1906) e El Príncipe Carnaval (1919) in collaborazione con Quinito Valverde; Alma de Dios (1907), El amigo Melquiades (1914), sempre in collaborazione con Quinito Valverde, La canción del olvido (1916), con testi di Federico Romero Sarachaga e Guillermo Fernández-Shaw, Los de Aragón (1927), Los claveles (1929) e La Dolorosa (1930).

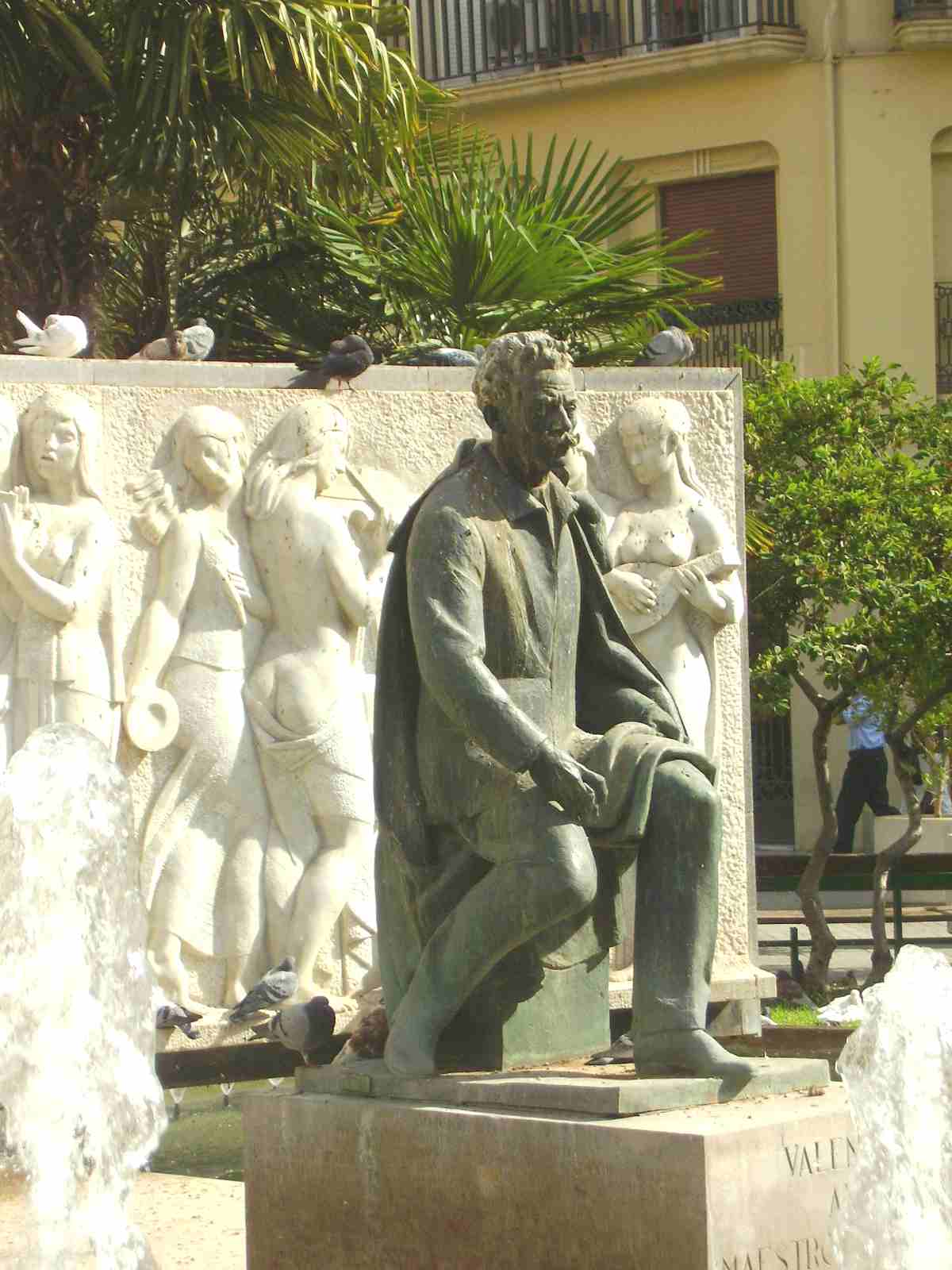
Monumento di José Serrano, situato a Valencia, viale del Regno di Valencia, opera di Octavio Vicent.

Trascorse gli ultimi anni della sua vita nella città valenziana di El Perelló, dove si dedicò esclusivamente alla pesca. Dopo aver scoperto di avere un cancro all'esofago, nel 1940 si trasferì a Madrid per essere curato, morendo in questa città nel 1941.

## Opere

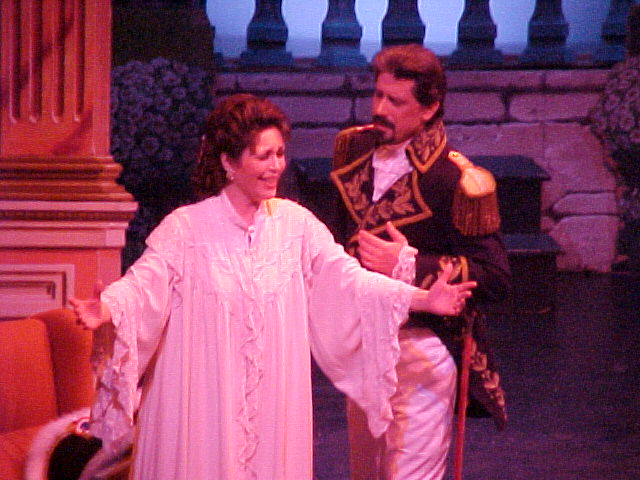
Rappresentazione de La canción del olvido presso l'Auditorium Insular di Puerto del Rosario, Fuerteventura il 9 dicembre 2000.

### Zarzuelas e opere liriche
- El motete (1900).
- El corneta de órdenes (1900).
- La alegría del batallón (1900).
- Don Miguel de Mañarra (1902).
- El olivar (1902) Tomás Barrera.
- La mazorca roja (1902).
- El pelotón de los torpes (1903) Ángel Rubio.
- El solo de trompa (1903).
- La Reina mora (1903).
- La torería (1904).
- El trébol (1904) Quinito Valverde.
- Las estrellas (1904) Quinito Valverde.
- Y no es noche de dormir (1904) Quinito Valverde.
- La casita blanca (1904).
- El contrabando (1905) José Fernández Pacheco,
- La reja de la Dolores (1905) Quinito Valverde.
- El amor en solfa (1905) Ruperto Chapí.
- El mal de amores (1905).
- Moros y cristianos (1905).
- El perro chico (1905) Quinito Valverde.
- La Infanta de los bucles de oro (1906).
- La mala sombra (1906).
- La noche de reyes (1906).
- El pollo Tejada (1906) Quinito Valverde.
- La banda nueva (1906) Apolinar Brull.
- La gente seria (1907).
- Namita Naná (1907).
- Alma de Dios (1907).
- La suerte loca (1907) Quinito Valverde.
- El palacio de los duendes (1910) Amadeo Vives.
- El trust de los tenorios (1910).
- Barbarroja (1911).
- El carro del sol (1911).
- La gentuza (1913).
- El Príncipe carnaval (1914) Quinito Valverde.
- El rey de la banca (1914).
- El amigo Melquíades (1914) Quinito Valverde.
- La sonata de Grieg (1916).
- La canción del olvido (1916) Federico Romero Sarachaga e Guillermo Fernández-Shaw Iturralde.
- Los leones de Castilla (1917).
- Si yo fuera rey (1917).
- La venda de los ojos. (1919).
- Danza de apaches (1924).
- La maga de Oriente (1924) Ernesto Pérez Rosillo.
- Magda la tirana (1926).
- Las hilanderas (1927).
- Los de Aragón (1927)
- La prisionera (1927) Francisco Balaguer.
- Los claveles (1929).
- La dolorosa (1930).
- La venta de los gatos (1943).
- Golondrina de Madrid (1944).